# Carzano (Monte Isola)
Carzano (Carsà in dialetto bresciano) è una località del comune bresciano di Monte Isola.

## Storia
Il piccolo centro lacustre di Carzano, posto sull'isola di Monte Isola, appartenne storicamente alla quadra di Iseo. 

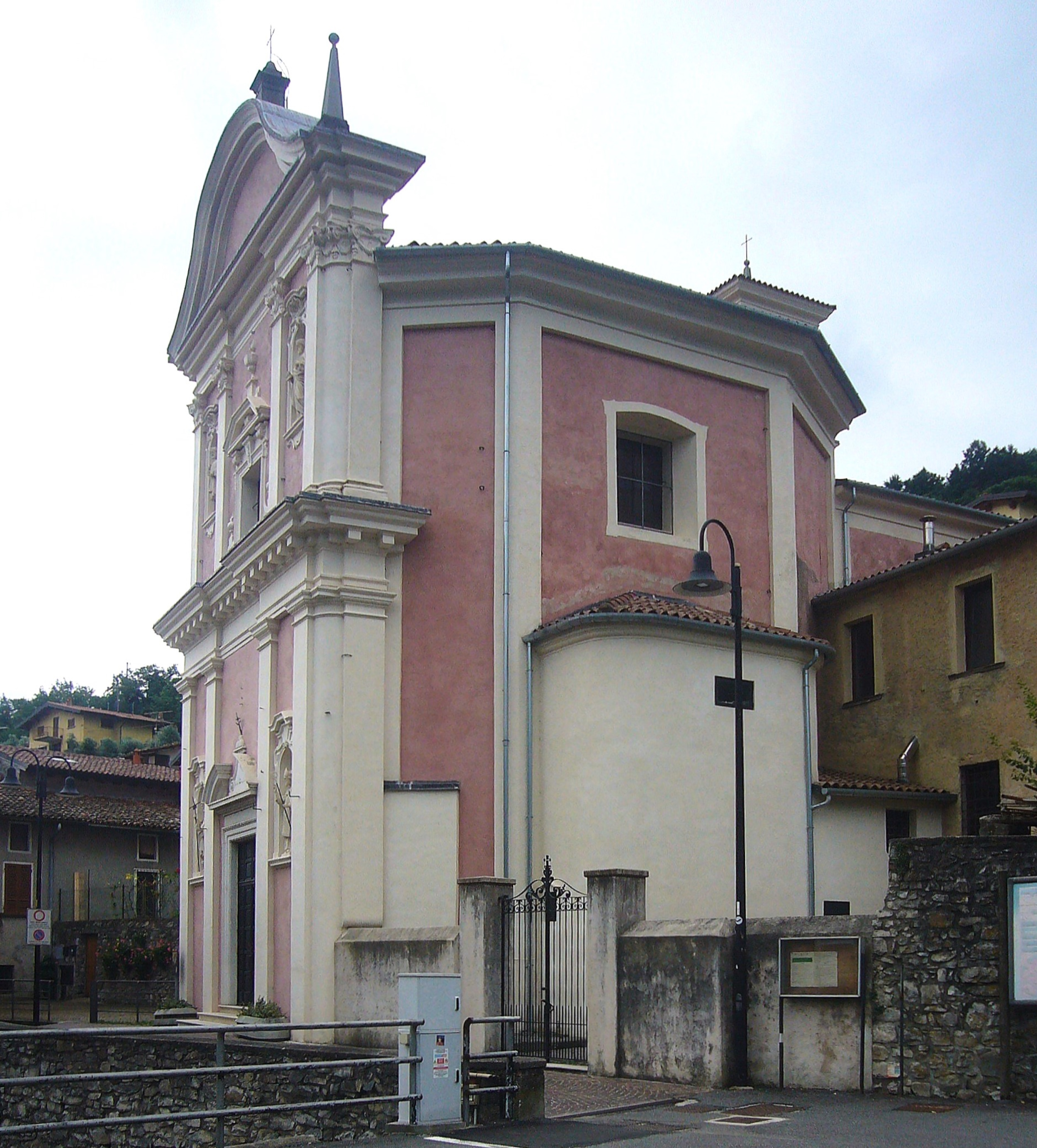
La chiesa parrocchiale

Sorto sull’apice nord-orientale dell'isola, a contatto diretto con le acque del lago, è collegato con Sale Marasino sulla terra ferma dal traghetto Carzano-Sale Marasino con corse molto frequenti ogni giorno.
Il suo centro storico, attraversato da una stretta strada che conduce a Siviano a Ovest e a Peschiera Maraglio a Sud, è formato da un'alternanza di case signorili e case degli antichi pescatori e traghettatori. Al limitare di queste si eleva la chiesa di S. Giovanni Battista, ubicata sopra un’altura lungo la strada principale.
Sulla sponda orientale, sul finire di una fila di case e di ville, in alto si estende un Santuario mariano e lungo l’antica strada selciata che attraversa l'abitato di Novale si arriva al piccolo altopiano di Olzano. 
Poco lontano dal centro abitato verso Ovest, sulla riva del lago, è stato adibito un parco pubblico di fronte all'Isola di Loreto con un centro natatorio fornito di bar chiosco. 
La località è rinomata inoltre per la quinquennale “Festa di Santa Croce” in occasione della quale il paese si addobba con archi di fiorì e fronde, festoni e luminarie.

## Monumenti e luoghi d'interesse
- Chiesa di San Giovanni Battista
- Palazzo Ducco-Ziliani